# The World We Knew (Over and Over)
«The World We Knew (Over and Over)» — американская песня, записанная Фрэнком Синатрой в 1967 году. Мелодия была написана немецким композитором Бертом Кемпфертом и издана на одноимённом альбоме в марте 1967 года.
Впервые песня появилась в альбоме «The World We Knew» в 1967 году, а через год как сингл. Песня достигла 30 места в американском хит-параде в сентябре 1967 года. В хит-параде самых проигрываемых по радио песен «Over and Over» пять недель удерживала первую позицию. Таким образом она стала шестым и последним синглом Синатры, вошедшим в топ чарт.
Песня была переведена на французский язык Шарлем Азнавуром и исполнена Полем Мориа (музыка) и Мирей Матьё (слова). получила название «Un monde avec toi».
Итальянский перевод песни, сделанный Фредом Бонгусто, имеет название «Ore D’Amore».